# Mexicaans voetbalelftal in 2012
Het Mexicaans voetbalelftal  speelde in totaal twaalf interlands in het jaar 2012. Zes wedstrijden waren vriendschappelijk, de andere helft werd gespeeld in het WK-kwalificatietoernooi. De selectie stond onder leiding van José Manuel de la Torre. Op de FIFA-wereldranglijst steeg Mexico in 2012 van de 21ste (januari 2012) naar de 15de plaats (december 2012).

## Balans
| Wedstrijden | Wedstrijden | Wedstrijden | Wedstrijden | Doelpunten | Doelpunten | Doelpunten |
| Gespeeld    | Winst       | Gelijk      | Verlies     | Voor       | Tegen      | Saldo      |
| ----------- | ----------- | ----------- | ----------- | ---------- | ---------- | ---------- |
| 12          | 10          | 0           | 2           | 24         | 7          | +17        |

## Interlands
|                                                       |                                                         |       |                       |                                                                                     |
| 26 januari Vriendschappelijk № 783 «onderlinge duels» | Mexico                                                  | 3 – 1 | Venezuela             | Reliant Stadium, Houston Toeschouwers: 40.128 Scheidsrechter: Edvin Jurisevic (USA) |
| 26 januari Vriendschappelijk № 783 «onderlinge duels» | Carlos Salcido 68' Rafael Márquez 88' Oribe Peralta 90' |       | 51' Edgar Pérez Greco | Reliant Stadium, Houston Toeschouwers: 40.128 Scheidsrechter: Edvin Jurisevic (USA) |

|                                                    |        |                                      |          |                                                                                 |
| 1 maart Vriendschappelijk № 784 «onderlinge duels» | Mexico | 0 – 2                                | Colombia | Sun Life Stadium, Miami Toeschouwers: 42.000 Scheidsrechter: Terry Vaughn (USA) |
| 1 maart Vriendschappelijk № 784 «onderlinge duels» |        | 36' Radamel Falcao 60' Juan Cuadrado |          | Sun Life Stadium, Miami Toeschouwers: 42.000 Scheidsrechter: Terry Vaughn (USA) |

|                                                   |       |                                       |        | |
| 27 mei Vriendschappelijk № 785 «onderlinge duels» | Wales | 0 – 2                                 | Mexico | Meadowlands Sports Complex, East Rutherford Toeschouwers: 35.518 Scheidsrechter: Ricardo Salazar (USA) |
| 27 mei Vriendschappelijk № 785 «onderlinge duels» |       | 43' Aldo de Nigris 89' Aldo de Nigris |        | Meadowlands Sports Complex, East Rutherford Toeschouwers: 35.518 Scheidsrechter: Ricardo Salazar (USA) |

|                                                   |                                            |       |                |                                                                                   |
| 31 mei Vriendschappelijk № 786 «onderlinge duels» | Mexico                                     | 2 – 1 | Bosnië en Her. | Soldier Field, Chicago Toeschouwers: 51.240 Scheidsrechter: Edvin Jurisevic (USA) |
| 31 mei Vriendschappelijk № 786 «onderlinge duels» | Giovani dos Santos 7' Javier Hernández 90' |       | 29' Edin Džeko | Soldier Field, Chicago Toeschouwers: 51.240 Scheidsrechter: Edvin Jurisevic (USA) |

|                                                   |          |                                                    |        |                                                                                    |
| 3 juni Vriendschappelijk № 787 «onderlinge duels» | Brazilië | 0 – 2                                              | Mexico | Cowboys Stadium, Dallas Toeschouwers: 84.519 Scheidsrechter: Silviu Petrescu (CAN) |
| 3 juni Vriendschappelijk № 787 «onderlinge duels» |          | 21' Giovani dos Santos 31' (pen.) Javier Hernández |        | Cowboys Stadium, Dallas Toeschouwers: 84.519 Scheidsrechter: Silviu Petrescu (CAN) |

|                                                         |                                                                          |       |                          |                                                                                      |
| 8 juni WK-kwalificatie Groep B № 788 «onderlinge duels» | Mexico                                                                   | 3 – 1 | Guyana                   | Estadio Azteca, Mexico-Stad Toeschouwers: 80.401 Scheidsrechter: Javier Santos (PUR) |
| 8 juni WK-kwalificatie Groep B № 788 «onderlinge duels» | Carlos Salcido 11' Giovani dos Santos 15' John Paul Rodrigues 51' (e.d.) |       | 62' (e.d.) Héctor Moreno | Estadio Azteca, Mexico-Stad Toeschouwers: 80.401 Scheidsrechter: Javier Santos (PUR) |

|                                                          |                     |       |                                    |                                                                                        |
| 12 juni WK-kwalificatie Groep B № 789 «onderlinge duels» | El Salvador         | 1 – 2 | Mexico                             | Estadio Cuscatlan, San Salvador Toeschouwers: 29.712 Scheidsrechter: José Pineda (HON) |
| 12 juni WK-kwalificatie Groep B № 789 «onderlinge duels» | Alfredo Pacheco 65' |       | 60' Jesús Zavala 82' Héctor Moreno | Estadio Cuscatlan, San Salvador Toeschouwers: 29.712 Scheidsrechter: José Pineda (HON) |

|                                                        |        |                    |                  |                                                                                       |
| 15 augustus Vriendschappelijk № 790 «onderlinge duels» | Mexico | 0 – 1              | Verenigde Staten | Estadio Azteca, Mexico-Stad Toeschouwers: 56.000 Scheidsrechter: Walter Quesada (CRC) |
| 15 augustus Vriendschappelijk № 790 «onderlinge duels» |        | 80' Michael Orozco |                  | Estadio Azteca, Mexico-Stad Toeschouwers: 56.000 Scheidsrechter: Walter Quesada (CRC) |

|                                                                        |            |                                     |        |                                                                                      |
| 7 september WK-kwalificatie Groep B № 791 «onderlinge duels» 21:00 uur | Costa Rica | 0 – 2                               | Mexico | Estadio Nacional, San José Toeschouwers: 32.500 Scheidsrechter: Roberto Moreno (PAN) |
| 7 september WK-kwalificatie Groep B № 791 «onderlinge duels» 21:00 uur |            | 43' Carlos Salcido 52' Jesús Zavala |        | Estadio Nacional, San José Toeschouwers: 32.500 Scheidsrechter: Roberto Moreno (PAN) |

|                                                                         |                      |       |            |                                                                                          |
| 11 september WK-kwalificatie Groep 2 № 792 «onderlinge duels» 20:00 uur | Mexico               | 1 – 0 | Costa Rica | Aztekenstadion, Mexico-Stad Toeschouwers: 44.007 Scheidsrechter: Courtney Campbell (JAM) |
| 11 september WK-kwalificatie Groep 2 № 792 «onderlinge duels» 20:00 uur | Javier Hernández 61' |       |            | Aztekenstadion, Mexico-Stad Toeschouwers: 44.007 Scheidsrechter: Courtney Campbell (JAM) |

|                                                             |        | |        |                                                                                       |
| 12 oktober WK-kwalificatie Groep B № 793 «onderlinge duels» | Guyana | 0 – 5                                                                                                 | Mexico | BBVA Compass Stadium, Houston Toeschouwers: 12.115 Scheidsrechter: Walter López (GUA) |
| 12 oktober WK-kwalificatie Groep B № 793 «onderlinge duels» |        | 77' Andrés Guardado 79' Oribe Peralta 83' (e.d.) Charles Pollard 84' Javier Hernández 86' Ángel Reyna |        | BBVA Compass Stadium, Houston Toeschouwers: 12.115 Scheidsrechter: Walter López (GUA) |

|                                                             |                                        |       |             |                                                                                       |
| 16 oktober WK-kwalificatie Groep B № 794 «onderlinge duels» | Mexico                                 | 2 – 0 | El Salvador | Nuevo Estadio Corona, Torreón Toeschouwers: 80.401 Scheidsrechter: Jafeth Perea (PAN) |
| 16 oktober WK-kwalificatie Groep B № 794 «onderlinge duels» | Oribe Peralta 64' Javier Hernández 85' |       |             | Nuevo Estadio Corona, Torreón Toeschouwers: 80.401 Scheidsrechter: Jafeth Perea (PAN) |

## FIFA-wereldranglijst
| JAN | FEB | MAR | APR | MEI | JUN | JUL | AUG | SEP | OKT | NOV | DEC |
| --- | --- | --- | --- | --- | --- | --- | --- | --- | --- | --- | --- |
| 21  | 21  | 22  | 20  | 20  | 19  | 19  | 18  | 21  | 19  | 14  | 15  |

## Statistieken
| José de Jesús Corona | 1981-01-26 | Cruz Azul            | 7  | 0 | 0 |
| Guillermo Ochoa      | 1985-07-13 | AC Ajaccio           | 3  | 0 | 0 |
| Jonathan Orozco      | 1986-05-12 | CF Monterrey         | 1  | 0 | 0 |
| Alfredo Talavera     | 1982-09-18 | Toluca FC            | 1  | 0 | 0 |
| Verdediging          |            |                      |    |   |   |
| Francisco Ródriguez  | 1981-10-20 | VfB Stuttgart        | 10 | 0 | 0 |
| Carlos Salcido       | 1980-04-02 | Club Tigres          | 9  | 0 | 3 |
| Héctor Moreno        | 1988-01-17 | RCD Espanyol         | 9  | 0 | 1 |
| Severo Meza          | 1986-07-09 | CF Monterrey         | 9  | 0 | 0 |
| Jorge Torres Nilo    | 1988-01-16 | Club Tigres          | 7  | 4 | 0 |
| Israel Jiménez       | 1989-08-13 | Club Tigres          | 2  | 3 | 0 |
| Hugo Ayala           | 1987-03-31 | Club Tigres          | 2  | 2 | 0 |
| Rafael Márquez       | 1979-02-13 | Red Bull New York    | 1  | 1 | 0 |
| Enrique Pérez        | 1988-10-13 | Monarcas Morelia     | 1  | 1 | 0 |
| Edgar Dueñas         | 1983-03-05 | Toluca FC            | 1  | 0 | 0 |
| Joel Huiqui          | 1983-02-18 | Monarcas Morelia     | 1  | 0 | 0 |
| Efraín Juárez        | 1988-02-22 | Club América         | 0  | 1 | 0 |
| Hiram Mier           | 1989-08-25 | CF Monterrey         | 0  | 1 | 0 |
| Middenveld           |            |                      |    |   |   |
| Jesús Zavala         | 1987-07-21 | CF Monterrey         | 10 | 0 | 2 |
| Andrés Guardado      | 1986-09-28 | Valencia CF          | 9  | 1 | 1 |
| Pablo Barrera        | 1987-06-21 | Cruz Azul            | 7  | 0 | 0 |
| Javier Aquino        | 1990-02-11 | Cruz Azul            | 3  | 1 | 0 |
| Ángel Reyna          | 1984-09-19 | CF Monterrey         | 2  | 6 | 1 |
| Edgar Andrada        | 1988-03-02 | Jaguares de Chiapas  | 2  | 4 | 0 |
| Jorge Enríquez       | 1991-01-08 | CD Guadalajara       | 1  | 1 | 0 |
| Marco Fabián         | 1989-07-21 | CD Guadalajara       | 1  | 1 | 1 |
| Gerardo Torrado      | 1979-04-30 | Cruz Azul            | 1  | 1 | 0 |
| Adrián Aldrete       | 1988-06-14 | Club América         | 1  | 0 | 0 |
| Néstor Calderón      | 1989-02-14 | CF Pachuca           | 1  | 0 | 0 |
| Israel Castro        | 1980-12-20 | Cruz Azul            | 1  | 0 | 0 |
| Javier Cortés        | 1989-07-20 | Pumas UNAM           | 1  | 0 | 0 |
| Jonathan dos Santos  | 1990-04-26 | FC Barcelona         | 1  | 0 | 0 |
| Antonio Naelson      | 1976-05-23 | Toluca FC            | 1  | 0 | 0 |
| Carlos Alberto Peña  | 1990-03-29 | Pachuca CF           | 1  | 0 | 0 |
| Luis Ernesto Pérez   | 1981-01-12 | CD Guadalajara       | 1  | 0 | 0 |
| Manuel Viniegra      | 1988-04-26 | Club Tigres          | 1  | 0 | 0 |
| Édgar Luko           | 1984-12-31 | Santos Laguna        | 0  | 4 | 0 |
| Jesús Molina         | 1988-03-29 | Club América         | 0  | 2 | 0 |
| Damián Álvarez       | 1979-05-21 | Club Tigres          | 0  | 1 | 0 |
| Héctor Herrera       | 1990-04-19 | Pachuca CF           | 0  | 1 | 0 |
| Aanval               |            |                      |    |   |   |
| Javier Hernández     | 1988-06-01 | Manchester United FC | 8  | 2 | 5 |
| Giovani dos Santos   | 1989-05-11 | RCD Mallorca         | 6  | 0 | 3 |
| Oribe Peralta        | 1984-01-12 | Santos Laguna        | 5  | 1 | 3 |
| Aldo de Nigris       | 1983-07-22 | CF Monterrey         | 4  | 2 | 2 |
| Elías Hernández      | 1988-04-29 | Club Tigres          | 0  | 4 | 0 |
| Rafael Márquez Lugo  | 1981-11-02 | CD Guadalajara       | 0  | 1 | 1 |
| Miguel Sabah         | 1979-11-14 | Monarcas Morelia     | 0  | 1 | 0 |

FMF · A-internationals · Selecties · Bondscoaches · Statistieken · Mexicaans vrouwenelftal · Olympisch elftal · Mexico U21 · Mexico U20 · Mexico U19 · Mexico U18 · Mexico U17
1920 – 1949 ·
1950 – 1969 ·
1970 – 1979 ·
1980 – 1989 ·
1990 – 1999 ·
2000 – 2009 ·
2010 – 2019 ·
2020 – 2029
Copa América 1993 ·
Copa América 1995 ·
Copa América 1997 ·
Copa América 1999 ·
Copa América 2001 ·
Copa América 2004 ·
Copa América 2007 ·
Copa América 2011 ·
Copa América 2015 · 
Copa América 2016
WK 1930 ·
WK 1950 ·
WK 1954 ·
WK 1958 ·
WK 1962 ·
WK 1966 ·
WK 1970 ·
WK 1978 ·
WK 1986 ·
WK 1994 ·
WK 1998 ·
WK 2002 ·
WK 2006 ·
WK 2010 ·
WK 2014 · 
WK 2018
OS 1928 ·
OS 1948 ·
OS 1964 ·
OS 1968 ·
OS 1972 ·
OS 1976 ·
OS 1992 ·
OS 1996 ·
OS 2004 ·
OS 2012 ·
OS 2016 ·
OS 2020
1923 ·
1924–1927 ·
1928 ·
1929 ·
1930 ·
1931–1933 ·
1934 ·
1935 ·
1936 ·
1937 ·
1938 ·
1939–1946 ·
1947 ·
1948 ·
1949 ·
1950 ·
1951 ·
1952 ·
1953 ·
1954 ·
1955 ·
1956 ·
1957 ·
1958 ·
1959 ·
1960 ·
1961 ·
1962 ·
1963 ·
1964 ·
1965 ·
1966 ·
1967 ·
1968 ·
1969 ·
1970 · 
1971 · 
1972 · 
1973 · 
1974 · 
1975 · 
1976 · 
1977 · 
1978 · 
1979 · 
1980 · 
1981 · 
1982 · 
1983 · 
1984 · 
1985 · 
1986 · 
1987 · 
1988 · 
1989 · 
1990 · 
1991 · 
1992 · 
1993 · 
1994 · 
1995 · 
1996 · 
1997 · 
1998 · 
1999 · 
2000 · 
2001 · 
2002 · 
2003 · 
2004 · 
2005 · 
2006 · 
2007 · 
2008 · 
2009 · 
2010 · 
2011 · 
2012 · 
2013 · 
2014 · 
2015 · 
2016 ·
2017 ·
2018 ·
2019 ·
2020 ·
2021 ·
2022 ·
2023
Albanië ·
Algerije ·
Angola ·
Argentinië ·
Australië ·
België ·
Belize ·
Bermuda ·
Bolivia ·
Bosnië en Herzegovina ·
Brazilië ·
Bulgarije ·
Canada ·
Chili ·
China ·
Colombia ·
Congo-Kinshasa ·
Costa Rica ·
Cuba ·
Curaçao ·
DDR ·
Denemarken ·
Dominica ·
Duitsland ·
Ecuador ·
Egypte ·
El Salvador ·
Engeland ·
Estland ·
Fiji ·
Finland ·
Frankrijk ·
Gambia ·
Ghana ·
Griekenland ·
Guatemala ·
Guyana ·
Haïti ·
Honduras ·
Hongarije ·
Ierland ·
IJsland ·
Irak ·
Iran ·
Israël ·
Italië ·
Ivoorkust ·
Jamaica ·
Japan ·
Joegoslavië ·
Kameroen ·
Kroatië ·
Liberia ·
Luxemburg ·
Marokko ·
Martinique ·
Nederland ·
Nederlandse Antillen ·
Nicaragua ·
Nieuw-Zeeland ·
Nigeria ·
Noord-Ierland ·
Noord-Korea ·
Noorwegen ·
Oekraïne ·
Oezbekistan ·
Panama ·
Paraguay ·
Peru ·
Polen ·
Portugal ·
Qatar ·
Roemenië ·
Rusland ·
Saint Kitts en Nevis ·
Saint Vincent en de Grenadines ·
Saoedi-Arabië ·
Schotland ·
Senegal ·
Servië ·
Slovenië ·
Slowakije ·
Sovjet-Unie ·
Spanje ·
Suriname ·
Trinidad en Tobago ·
Tsjechië ·
Tsjecho-Slowakije ·
Tunesië ·
Uruguay ·
Venezuela ·
Verenigde Staten ·
Wales ·
Wit-Rusland ·
Zuid-Afrika ·
Zuid-Korea ·
Zweden ·
Zwitserland
Angola (2006) ·
Argentinië (2006) ·
Brazilië (1999) ·
Brazilië (2014) ·
Brazilië (2018) ·
Duitsland (2018) ·
Frankrijk (2010) ·
Iran (2006) ·
Kameroen (2014) ·
Kroatië (2014) ·
Nederland (2014) ·
Portugal (2006) ·
Uruguay (2010) ·
Zuid-Afrika (2010) ·
Zuid-Korea (2018) ·
Zweden (2018)